# Slovenska popevka 1978
Slovenska popevka 1978 je potekala od 5. do 7. oktobra v celjski dvorani Golovec pod imenom Dnevi slovenske zabavne glasbe – Celje '78.

## Potek festivala
Prvi večer je bil posvečen retrospektivi najlepših slovenskih pesmi, s katero so proslavili 50 let Radia Ljubljana in 20 let Televizije Ljubljana: Ti si mi vse (Meri Avsenak), Gledal tvoje sem oči sanjave (Strune), Srček dela tika taka (Moni Kovačič & Ivo Mojzer), Mandolina (Braco Koren), Zemlja pleše (Nino Robič), Ne prižigaj luči v temi, Lastovke (Elda Viler), Poletna noč, Samo za naju dva (Marjana Deržaj), Presenečenja, Dan ljubezni (Pepel in kri), Tam, kjer sem doma, Leti, leti lastovka (Edvin Fliser), Mini maksi (Alenka Pinterič), Trideset let (Oto Pestner), Ljubljanski zvon (Branka Kraner), Štajerc (New Swing Quartet) in Uspavanka za mrtve vagabunde (Majda Sepe). Večer je vodil Vili Vodopivec.
Drugi večer je bil večer šansonov, na katerem se je predstavilo 12 novih šansonov. Povezoval ga je Sandi Čolnik.
Tako prvi kot drugi večer se je v drugem delu programa predstavilo 10 novih popevk, ki jih je predstavljala radijska in televizijska napovedovalka Milanka Bavcon.
Zadnji večer je bil veliki finale, razglasitev nagrajencev in izvajanje vseh nagrajenih skladb. Na zaključni večer se je prireditev zaradi predčasnega podrtja montažnih stolpov z reflektorji ljubljanske televizije, kar je onemogočilo pravočasen televizijski prenos, pričela z zamudo, radijski prenos pa je bil v celoti odpovedan.

## Popevke

### Nastopajoči
I. večer
| #   | Slovenska izvedba | Tuja izvedba                 | Naslov pesmi          | Avtor glasbe     | Avtor besedila  | Avtor aranžmaja  |
| --- | ----------------- | ---------------------------- | --------------------- | ---------------- | --------------- | ---------------- |
| 1.  | Tatjana Dremelj   | Daniela Davoli (Italija)     | Vračam se nazaj domov | Ati Soss         | Branko Šömen    | Ati Soss         |
| 2.  | Braco Koren       | Mary Spiteri (Malta)         | Jeziš me              | Berti Rodošek    | Toni Gašperič   | Berti Rodošek    |
| 3.  | Marjana Deržaj    | Uwe Jensen (Vzhodna Nemčija) | Pesek                 | Franc Jagodic    | Gregor Strniša  | Jože Privšek     |
| 4.  | Prizma            | Monte Carlo (Luksemburg)     | Pogum                 | Danilo Kocjančič | Drago Mislej    | Danilo Kocjančič |
| 5.  | Ditka Haberl      | Marijan Miše (Hrvaška)       | Praznik mojih sanj    | Esad Arnautalić  | Daniel Levski   | Jani Golob       |
| 6.  | New Swing Quartet | György Korda (Madžarska)     | Slovo od mladosti     | Oto Pestner      | Tomaž Domicelj  | Jani Golob       |
| 7.  | Jutro             | Dream Express (Belgija)      | Kakšna ženska         | Zoran Crnkovič   | Zoran Crnkovič  |                  |
| 8.  | Branka Kraner     | Ljupka Dimitrovska (Hrvaška) | Sneg v maju           | Jure Robežnik    | Tomaž Domicelj  | Jure Robežnik    |
| 9.  | Strune            | Colm Wilkinson (Irska)       | Soncu pred oči        | Dečo Žgur        | Dušan Bižal     | Dečo Žgur        |
| 10. | Janko Ropret      | Novi fosili (Hrvaška)        | Moje orglice          | Mojmir Sepe      | Frane Milčinski | Mojmir Sepe      |

II. večer
| #   | Slovenska izvedba            | Tuja izvedba                         | Naslov pesmi       | Avtor glasbe      | Avtor besedila | Avtor aranžmaja          |
| --- | ---------------------------- | ------------------------------------ | ------------------ | ----------------- | -------------- | ------------------------ |
| 1.  | Prah                         | Marie Rottrová (Češka)               | Potem potožil sem  | Vasko Repinc      | Duša Repinc    | Miha Kralj               |
| 2.  | Meta Močnik                  | Isabelle Alba & Pierre Alain (Švica) | Večna matematika   | Loča Stiplošek    | Branko Šömen   | Josip Forembacher        |
| 3.  | Alenka Pinterič              | Maarit Hurmerinta (Finska)           | Velike besede      | Josip Lorbek      | Elza Budau     | Janez Gregorc            |
| 4.  | Marjetka Falk                | Dwa plus jeden (Poljska)             | Ta hip             | Jani Golob        | Andrej Brvar   | Jani Golob               |
| 5.  | Ivo Mojzer                   | Žetva (Srbija)                       | Metuljčica         | Edvard Holnthaner | Miroslav Slana |                          |
| 6.  | Edvin Fliser                 | Radojka Šverko (Hrvaška)             | Jutri bo sedaj     | Ati Soss          | Gregor Strniša | Ati Soss                 |
| 7.  | Pepel in kri                 | Lips (Velika Britanija)              | V meni živ je smeh | Tadej Hrušovar    | Daniel Levski  | B. Shepherd, T. Bradford |
| 8.  | Moni Kovačič                 | Ismeta Dervoz (Bosna in Hercegovina) | Ti si moja mavrica | Milan Ferlež      | Elza Budau     | Milan Ferlež             |
| 9.  | Oto Pestner & Franjo Bobinac | Allan Evans (Zahodna Nemčija)        | Bisere imaš v očeh | Oto Pestner       | Toni Gašperič  | Mojmir Sepe              |
| 10. | Tomaž Domicelj               | Allan Stewart (Velika Britanija)     | Jamajka            | Tomaž Domicelj    | Tomaž Domicelj | Dečo Žgur                |

### Seznam nagrajencev
Nagrade občinstva
- 1. nagrada: Moje orglice Mojmirja Sepeta (glasba) in Franeta Milčinskega (besedilo) v izvedbi Janka Ropreta v alternaciji z Novimi fosili
- 2. nagrada: Bisere imaš v očeh Ota Pestnerja (glasba) in Tonija Gašperiča (besedilo) v izvedbi Ota Pestnerja & Franja Bobinca v alternaciji z Allanom Evansom
- 3. nagrada: V meni živ je smeh Tadeja Hrušovarja (glasba) in Daniela Levskega (besedilo) v izvedbi skupine Pepel in kri v alternaciji z Lips

Nagrade mednarodne žirije in nagrade revije Stop
- 1. nagrada mednarodne žirije in zlata kitara revije Stop: Jamajka Tomaža Domicelja (glasba in besedilo) v izvedbi Tomaža Domicelja v alternaciji z Allanom Stewartom
- 2. nagrada mednarodne žirije in srebrna kitara revije Stop: Vračam se nazaj domov Atija Sossa (glasba) in Branka Šömna (besedilo) v izvedbi Tatjane Dremelj v alternaciji z Danielo Davoli
- 3. nagrada mednarodne žirije in bronasta kitara revije Stop: Velike besede Josipa Lorbeka (glasba) in Elze Budau (besedilo) v izvedbi Alenke Pinterič v alternaciji z Maarit Hurmerinta

Nagrada za najboljše besedilo
- Andrej Brvar za pesem Ta hip

Plaketa za najboljši aranžma
- Janez Gregorc za pesem Velike besede

Posebna nagrada za sodoben glasbeni izraz
- Dečo Žgur za pesem Soncu pred oči

Nagrada za najboljšega skladatelja debitanta
- Danilo Kocjančič za pesem Pogum

## Pesmi svobodnih oblik – šansoni
| #   | Izvajalec             | Naslov pesmi                        | Avtor glasbe   | Avtor besedila     |
| --- | --------------------- | ----------------------------------- | -------------- | ------------------ |
| 1.  | Bojan Drobež          | Prazne besede                       | Bojan Drobež   | Bojan Drobež       |
| 2.  | Irena Kohont          | Vse bi dala                         | Milan Ferlež   | Elza Budau         |
| 3.  | Janez Hočevar - Rifle | Celuloidna punčka                   | Srečo Mihelčič | Toni Gašperič      |
| 4.  | Marjana Deržaj        | Nedelja je                          | Jani Golob     | Svetlana Makarovič |
| 5.  | Andrej Šifrer         | V meni živita dva človeka           | Andrej Šifrer  | Andrej Šifrer      |
| 6.  | Meri Avsenak          | Spomladi da – sedaj pa ne!          | Bojan Adamič   | Dušan Bižal        |
| 7.  | Karli Arhar           | Pod južnim križem                   | Dušan Porenta  | Frane Milčinski    |
| 8.  | Marjetka Falk         | Zajtrk za dva                       | Ati Soss       | Gregor Strniša     |
| 9.  | Boris Cavazza         | Posmrtna pesem za čistilko stranišč | Jani Golob     | Boris Cavazza      |
| 10. | Elda Viler            | Dnevi sreče, dnevi žalosti          | Jure Robežnik  | Dušan Velkaverh    |
| 11. | Majda Sepe            | Kaj je ta ljubezen                  | Mojmir Sepe    | Branko Šömen       |
| 12. | Džejbi                | Povabim te na ples                  | Matjaž Jarc    | Svetlana Makarovič |